# Al-Asr
Pour les articles homonymes, voir Asr.
Al-Asr  (arabe : سُورَةُ ٱلْعَصْرِ, français : Le Temps) est le nom traditionnellement donné à la 103e sourate du Coran, le livre sacré de l'islam. Elle comporte 3 versets. Rédigée en arabe comme l'ensemble de l'œuvre religieuse, elle fut proclamée, selon la tradition musulmane, durant la période mecquoise.

## Origine du nom
Bien que ne faisant pas partie de la proclamation, la tradition musulmane a donné comme nom à cette sourate Le Temps, en référence au contenu du premier verset : « 1. Par le Temps ! ».

## Historique
Il n'existe à ce jour pas de sources ou documents historiques permettant de s'assurer de l'ordre chronologique des sourates du Coran. Néanmoins selon une chronologie musulmane attribuée à Ǧaʿfar al-Ṣādiq (VIIIe siècle) et largement diffusée en 1924 sous l’autorité d’al-Azhar,, cette sourate occupe la 13e place. Elle aurait été proclamée pendant la période mecquoise, c'est-à-dire schématiquement durant la première partie de l'histoire de Mahomet avant de quitter La Mecque. Contestée dès le XIXe par des recherches universitaires, cette chronologie a été revue par Nöldeke,, pour qui cette sourate est la 21e.
Les sourates de la fin du Coran sont généralement considérées comme appartenant aux plus anciennes. Elles se caractérisent par des particularités propres. Elles sont brèves, semblent issues de proclamations oraculaires (ce qui ne signifie pas, pour autant, qu’elles en sont des enregistrements), elles contiennent de nombreux hapax...
Pour Nöldeke et Schwally, la quasi-totalité des sourates 69 à 114 sont de la première période mecquoise. Neuwirth les classe en quatre groupes supposés être chronologiques. Bien que reconnaissant leur ancienneté, certains auteurs refusent de les qualifier de « mecquoise », car cela présuppose un contexte et une version de la genèse du corpus coranique qui n’est pas tranchée. Cette approche est spéculative.
En effet, ces textes ne sont pas une simple transcription sténographique de proclamation mais sont des textes écrits, souvent opaques, possédant des strates de composition et des réécritures. Cela n’empêche pas ces sourates de fournir des éléments contextuels (comme l’attente d’une Fin des Temps imminente chez les partisans de Mahomet). Ces textes sont marqués par une forme de piété tributaire du christianisme oriental. 
Pour Nöldeke, Bell et Blachère, cette sourate est un fragment d’un texte originel plus long. Ces auteurs considèrent le troisième verset comme un ajout postérieur. Pour Nöldeke et Schwally, ce texte a fait l’objet de révisions. Cela semble attesté par le grand nombre de variantes de lectures connues pour cette sourate. Plusieurs de ces versions ont dû coexister. Dans l’état actuel de la recherche, les auteurs n’ont pas repéré ces variantes dans les manuscrits.
La tradition islamique mentionne l'existence d'une version alternative du dernier verset, notamment lue par Ali et Ibn Masʿūd : « L’Homme est en perdition, et il y est jusqu’à la fin du temps. », au lieu de l'exclusion des vertueux de cette condamnation faite par la version standard.

## Interprétations

### Versets 1-2: déclaration déterministe
Le sujet du serment est al-asr, hapax compris généralement de trois manières. Il pourrait s’agir d’un moment de la journée, d’une désignation générique du temps ou du destin. Les deux derniers sens dérivent d’une même glose/variante. Le sens de "destin" correspond assez bien au contexte eschatologique de cette sourate. 

Texte de la sourate (Coran datant de 1874)
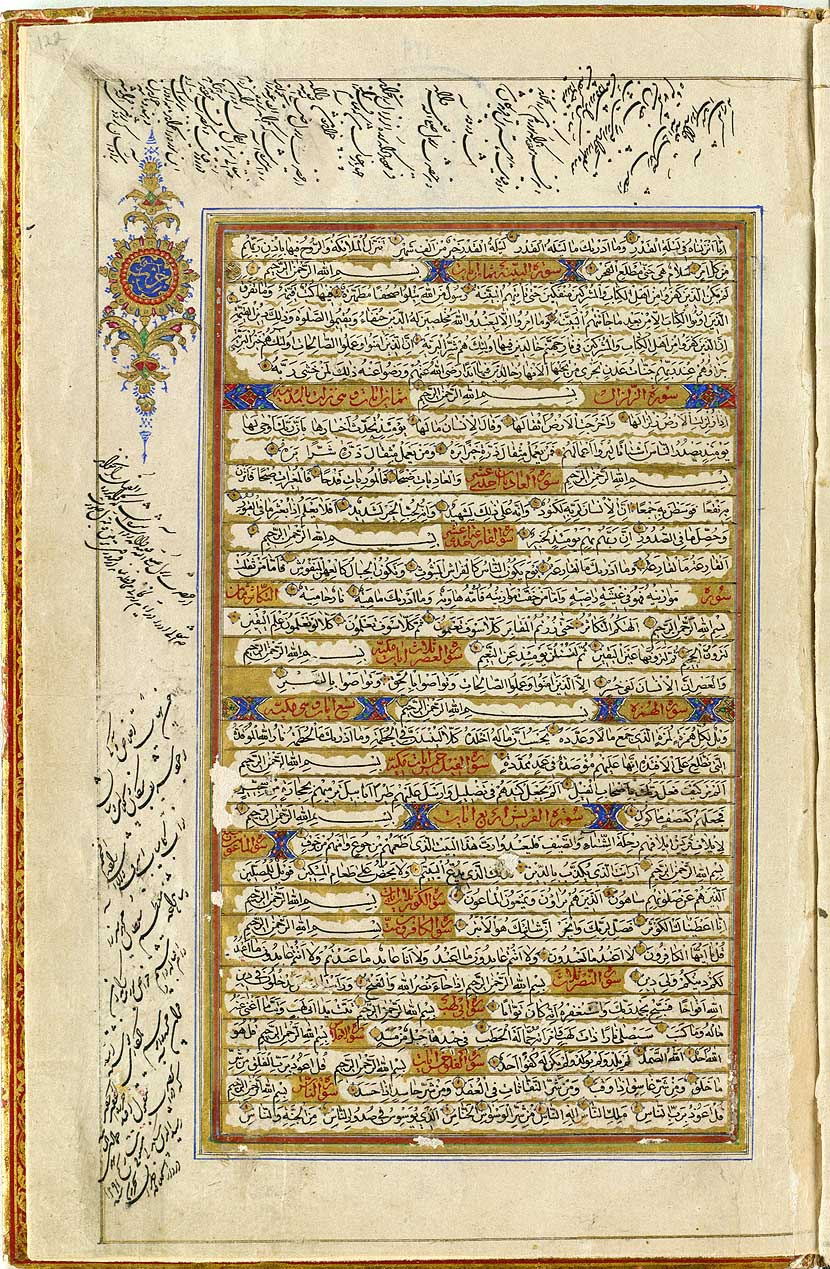